# Segundo Tejado Muñoz

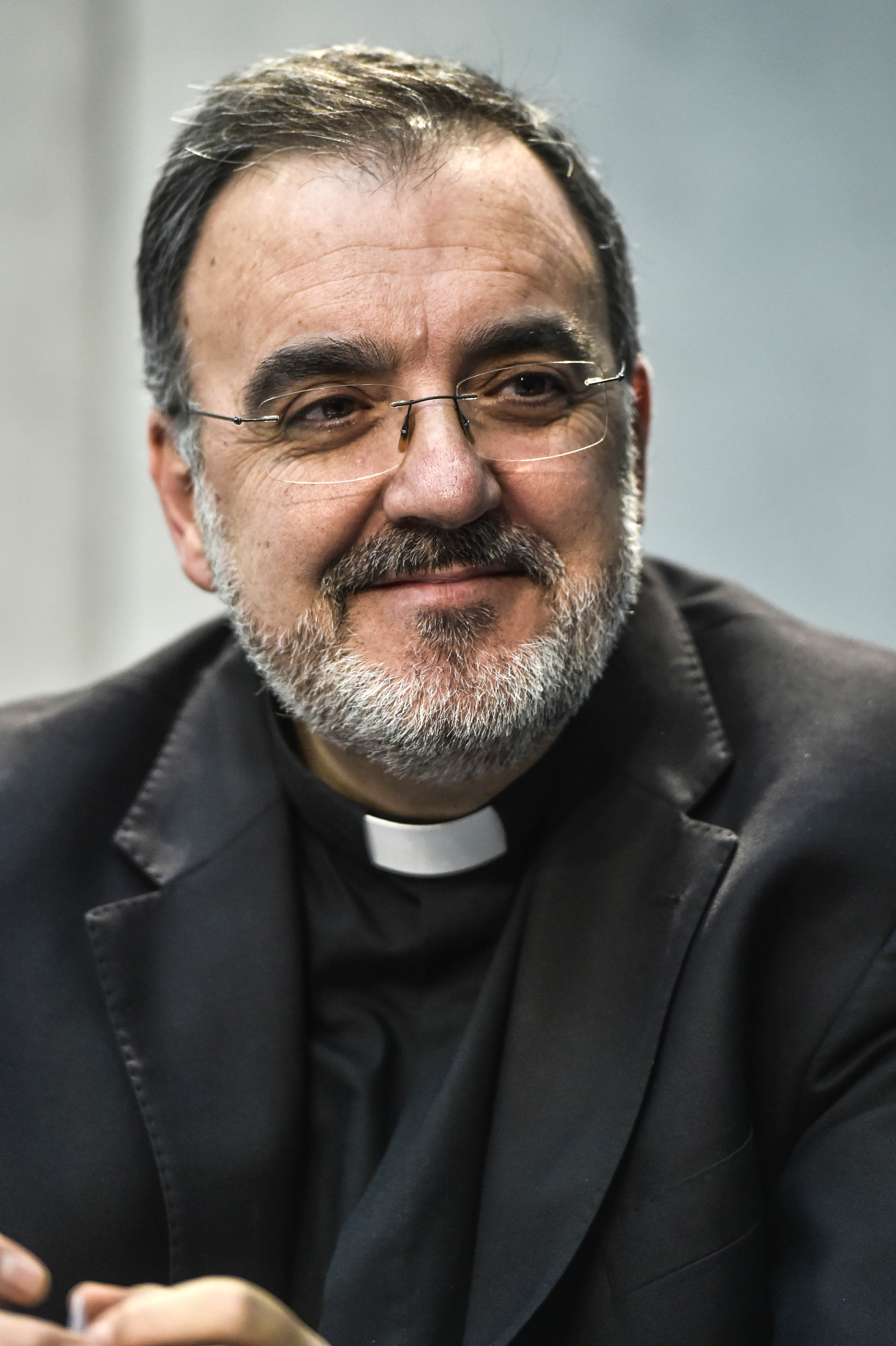
Segundo Tejado Muñoz

Segundo Tejado Muñoz (* 16. Februar 1960 in Madrid, Spanien) ist ein römisch-katholischer Geistlicher und Kurienbeamter.

## Leben
Segundo Tejado Muñoz empfing am 24. April 1992 das Sakrament der Priesterweihe.
Papst Benedikt XVI. ernannte ihn am 5. Januar 2011 zum Untersekretär des Päpstlichen Rates Cor Unum.
Am 8. Juli 2017 ernannte ihn Papst Franziskus zum Untersekretär des Dikasteriums für die ganzheitliche Entwicklung des Menschen. Diese Funktion übte er bis zur Reorganisation des Dikasteriums im Frühjahr 2022 aus.